# Verschiedenblättriges Tausendblatt
Das Verschiedenblättrige Tausendblatt (Myriophyllum heterophyllum) ist eine Pflanzenart aus der Gattung Tausendblatt (Myriophyllum) innerhalb der Familie der Tausendblattgewächse (Haloragaceae). Sie wird selten als Zierpflanze in Gartenteichen genutzt.

## Beschreibung

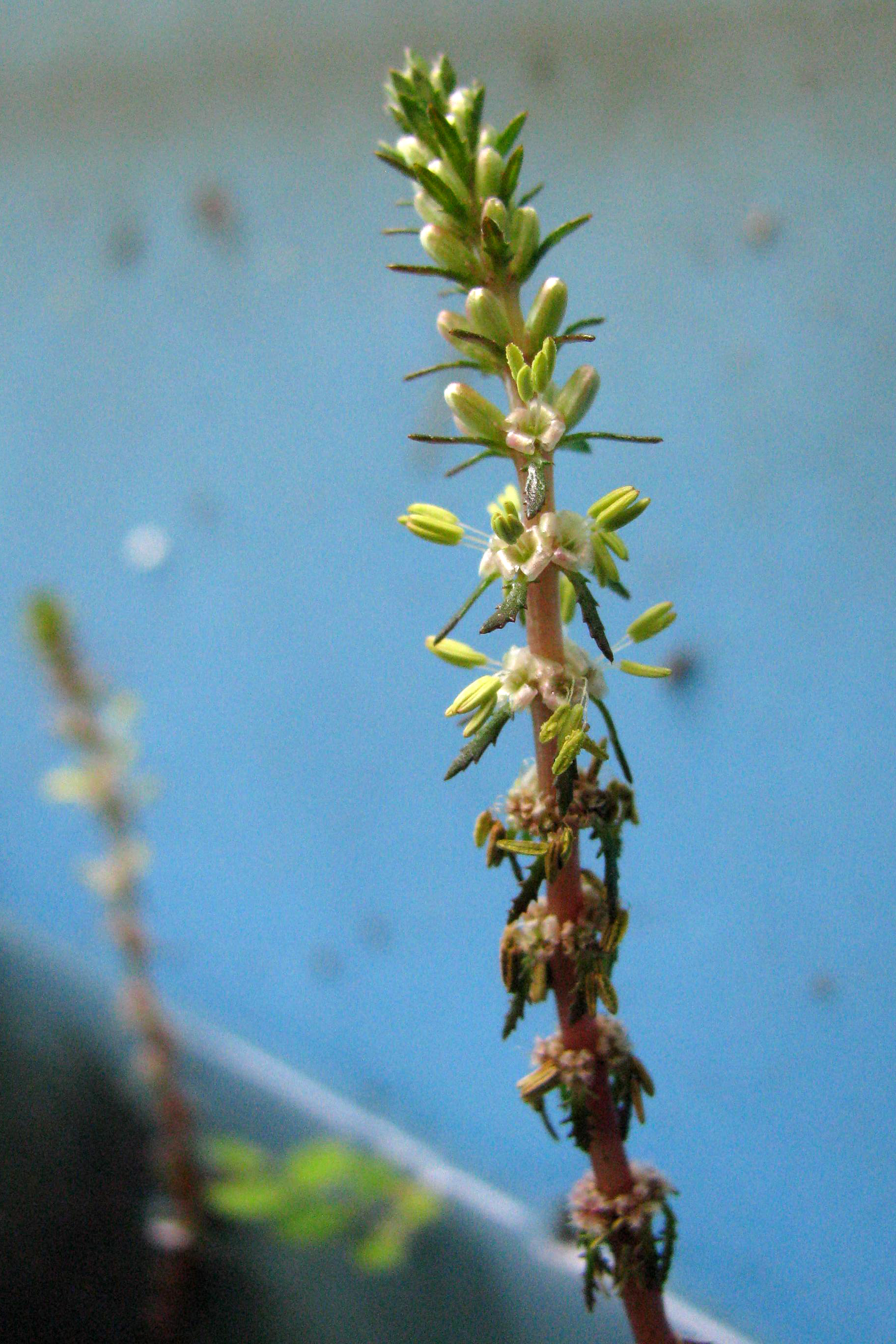
Blütenstand

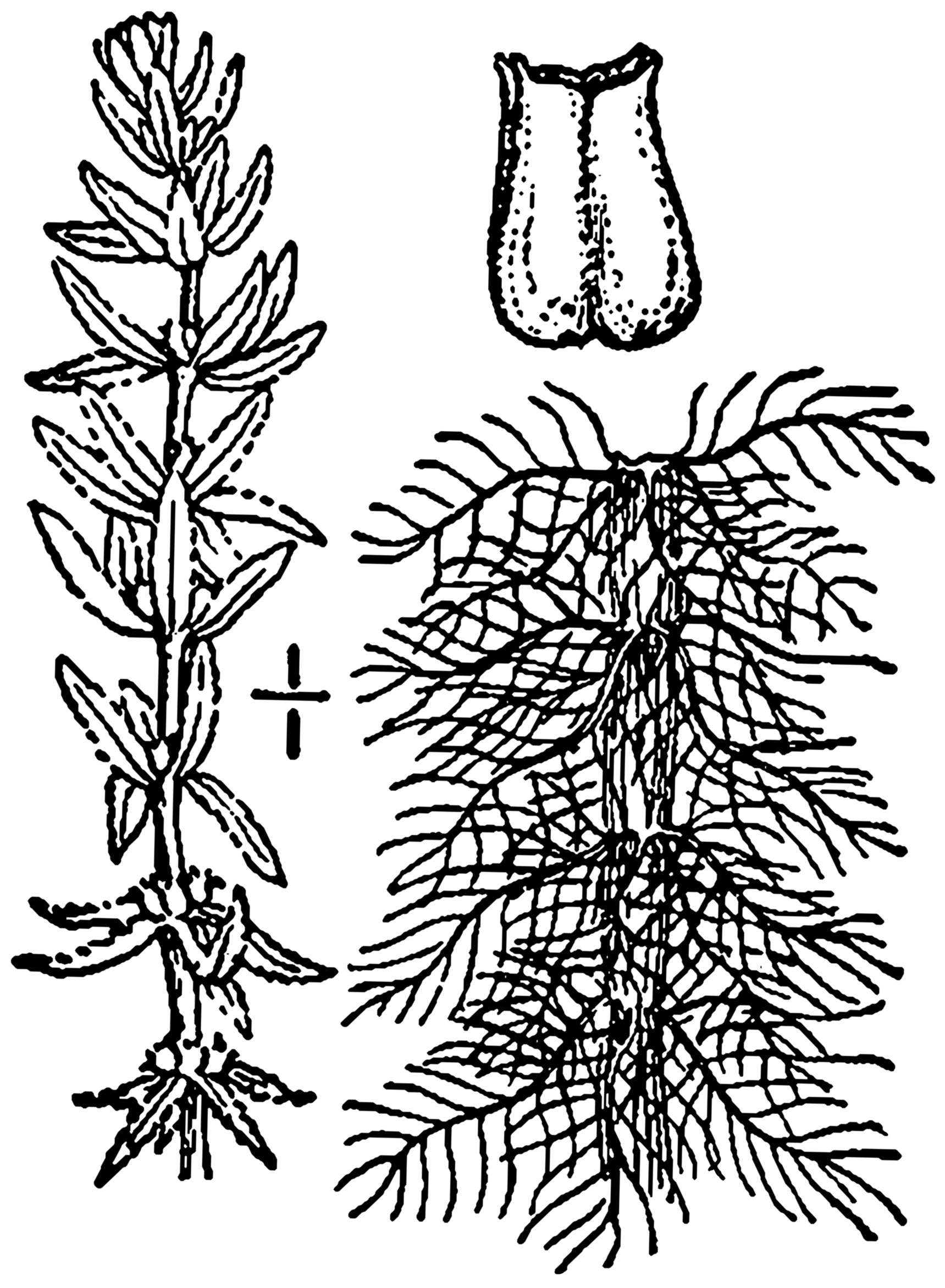
Illustration

### Vegetative Merkmale
Das Verschiedenblättrige Tausendblatt ist eine ausdauernde krautige Pflanze, die Wuchslängen von 30 bis 250 Zentimetern erreicht. Sie wächst als Unterwasserpflanze (Hydrophyt). Die Blattquirle sind vier- bis sechszählig. Die Gestalt der Blattspreiten ist abhängig von der Wassertemperatur. Bei Temperaturen von 12 bis 16 °C entwickeln sich fiederteilige Laubblätter mit 5 bis 20 fadenförmigen und mehr oder weniger wechselständigen Abschnitten, von 20 bis 25 °C entwickeln sich ungeteilte, gezähnte Blätter.

### Generative Merkmale
Die Blütezeit reicht von Juni bis September. Der ährige Blütenstand ist 3 bis 35 Zentimeter lang. Die Blüten befinden sich einzeln in den Blattachseln von eingeschnittenen oder gezähnten, glänzenden Tragblättern in ährigen Blütenständen. Die Tragblätter sind viel länger als die Blüten. Die Deckblätter sind flächig, lanzettlich bis länglich oder verkehrt-eiförmig, ganzrandig oder scharf gesägt. Meist sind die Blüten zwittrig. Es sind vier Staubblätter vorhanden. Die Narben sind rot.
Die Teilfrüchte sind am Rücken oft zweikantig und höckrig.

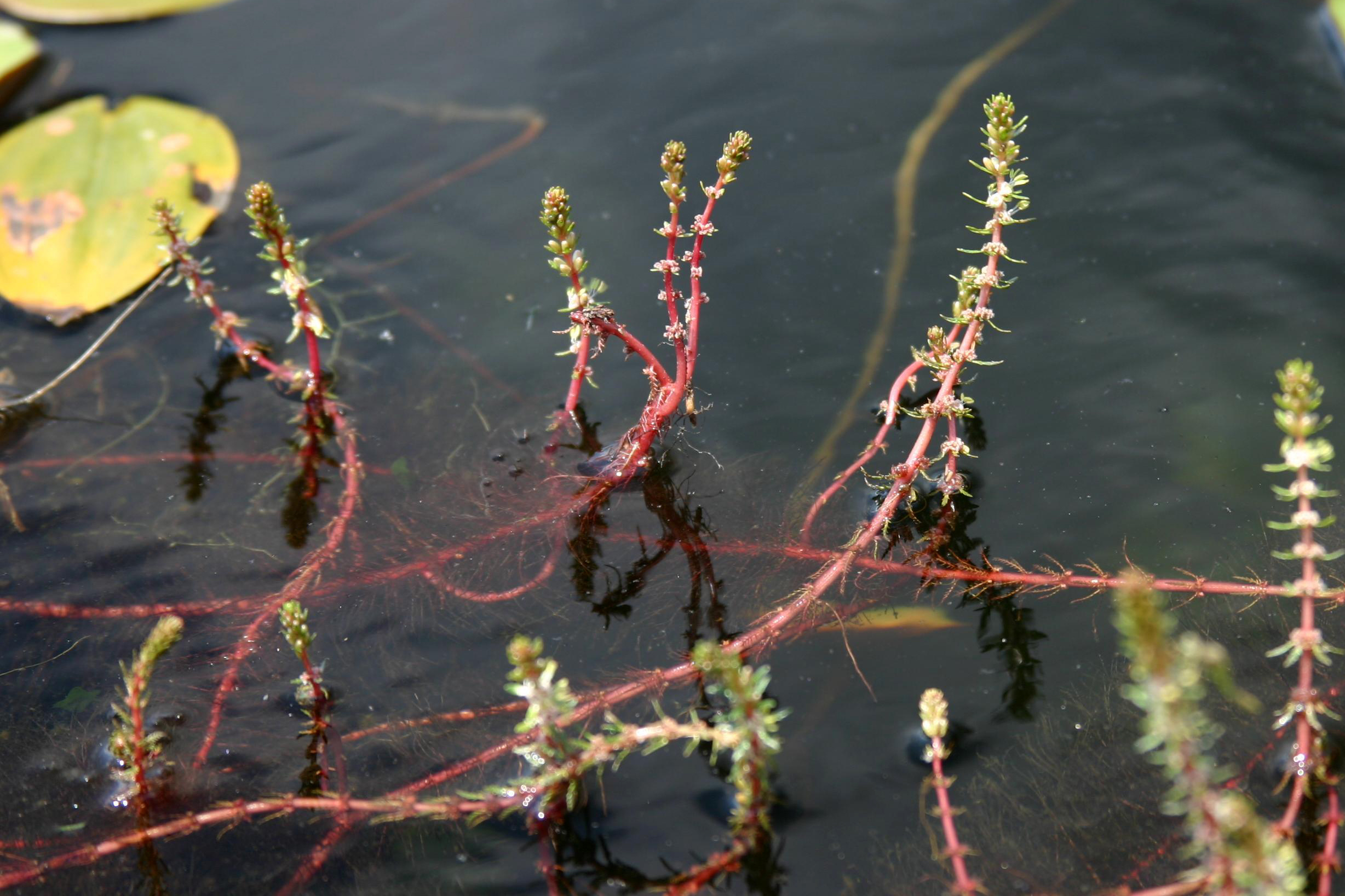
Habitus mit Blütenständen im Habitat

## Vorkommen
Das Verschiedenblättrige Tausendblatt kommt im warmen bis gemäßigten östlichen Nordamerika in nährstoffreichen Gewässern vor. In Deutschland und vielen anderen Teilen der Welt ist das Verschiedenblättrige Tausendblatt als Neophyt verwildert (siehe Liste invasiver gebietsfremder Arten von unionsweiter Bedeutung). Das Verschiedenblättrige Tausendblatt bürgert sich in Mitteleuropa ein in Pflanzengesellschaften des Verbands Potamogetonion in stehenden meso-eutrophen Gewässern. Beobachtungen für beginnende Einbürgerung liegen vor von den Niederlanden und der Schweiz, in Deutschland von Baden-Württemberg, Berlin und Brandenburg, Rheinland-Pfalz, Thüringen, Sachsen, Sachsen-Anhalt, Niedersachsen, Nordrhein-Westfalen und Mecklenburg-Vorpommern.
Die ökologischen Zeigerwerte nach Landolt et al. 2010 sind in der Schweiz: Feuchtezahl F = 5 (unter Wasser), Lichtzahl L = 4 (hell), Reaktionszahl R = 3 (schwach sauer bis neutral), Temperaturzahl T = 5 (sehr warm-kollin), Nährstoffzahl N = 4 (nährstoffreich), Kontinentalitätszahl K = 2 (subozeanisch).

### Gegenmaßnahmen
Leipzig ist eines der ersten Beispiele in Deutschland, in denen das Verschiedenblättrige Tausendblatt als invasive Wasserpflanze wahrgenommen wird, da es im dortigen Karl-Heine-Kanal Massenbestände bildet und heimische Arten verdrängt. Das dortige Amt für Stadtgrün und Gewässer sieht sich seit ca. 2019 gezwungen, Gegenmaßnahmen zu treffen, um die unkontrollierte Wucherung einzudämmen. Ziel ist es insbesondere, ein Umkippen des Gewässers zu verhindern.

## Taxonomie
Die Erstbeschreibung von Myriophyllum heterophyllum erfolgte 1803 durch André Michaux in Flora Boreali-Americana: sistens caracteres plantarum quas in America septentrionali collegit et detexit Andreas Michaux. Volume 2, Seite 191.